# Distretto di Goleniów
Il distretto di Goleniów (in polacco powiat goleniowski) è un distretto polacco appartenente al voivodato della Pomerania Occidentale.

## Geografia antropica

### Suddivisioni amministrative
Il distretto comprende sei comuni:
- comuni urbano-rurali: Goleniów, Maszewo, Nowogard
- comuni rurali: Osina, Przybiernów, Stepnica